# Disturbios raciales de Filadelfia de 1834
Los disturbios raciales de Filadelfia de 1834, también conocidos como los disturbios de Flying Horses, fue un caso de violencia comunitaria en Filadelfia, Pensilvania, Estados Unidos. Los disturbios, en los que una turba de varios cientos de personas blancas atacó a los afroestadounidenses que vivían en la zona, comenzaron la noche del 12 de agosto y duraron varios días, y terminaron el 14 de agosto.
Los disturbios tuvieron lugar durante una época en que muchas ciudades del norte de Estados Unidos estaban experimentando incidentes de disturbios civiles masivos, generalmente en forma de disturbios dirigidos a grupos religiosos, nacionales o raciales específicos, como un disturbio racial de 1831 en Providence, Rhode Island, y los disturbios del convento de las Ursulinas de 1834 cerca de Boston. En Filadelfia, este período coincidió con un crecimiento significativo de la población, particularmente entre los afroamericanos y los nmigrantes irlandeses. Si bien hubo una fuerte comunidad de libertos negros de clase trabajadora en Filadelfia desde principios del siglo XIX, las tensiones comenzaron a acumularse durante la década de 1830, con restricciones a la participación de los afroestadounidenses en la vida cívica e incidentes de violencia racial, como en un incidente de 1829 donde miembros de una iglesia negra fueron atacados. A principios de agosto de 1834, hubo varios casos de violencia contra los afroamericanos en la ciudad, incluido un ataque al hijo del conocido empresario negro James Forten por parte de una turba blanca.
El 12 de agosto de 1834, una turba de varios cientos de hombres blancos, principalmente irlandeses, atacó la taberna Flying Horses, un conocido local en South Street que atendía tanto a negros como a blancos de la zona, llamado así por un carrusel popular en el lugar. La turba dominó a los negros allí, destruyó el carrusel y el edificio, y siguió por South Street hasta Moyamensing, donde procedió a destruir edificios propiedad de negros y atacar a los negros mismos. El alcalde de Filadelfia, John Swift, reunió a un grupo de varios cientos de ciudadanos para restaurar el orden, y 18 personas fueron arrestadas, pero los disturbios comenzaron nuevamente la noche siguiente, lo que resultó en la destrucción de la Iglesia Presbiteriana Africana y la muerte de un hombre afroestadounidense a golpes. La noche siguiente fue la última gran noche de disturbios y vio la destrucción de otra iglesia, aunque algunos casos menores de violencia continuaron durante las siguientes noches. En general, los alborotadores se dirigieron a las casas de los afroestadounidenses más ricos y a los espacios sociales, como iglesias y un templo masónico. En total, entre el 12 y el 16 de agosto habían sido detenidas 60 personas por amotinarse. Al final, 44 edificios fueron destruidos, incluidas 30 casas, y dos personas murieron.
Un comité de ciudadanos organizado para investigar las causas de los disturbios informó que la causa principal fue una sensación de ansiedad entre los ciudadanos blancos que creían que los negros los superaban en la competencia por los puestos de trabajo. Esta conclusión ha sido discutida por los historiadores, quienes también atribuyen el motín a los temores sobre la mezcla interracial y los resentimientos que los blancos pobres tenían contra los afroestadounidenses más ricos. Durante los siguientes años, Filadelfia experimentó una ola de disturbios raciales, incluido uno al año siguiente y la destrucción de Pennsylvania Hall en 1838. Hablando de este período de tiempo, el autor local Charles Godfrey Leland escribió: «Quienquiera que escriba una historia de Filadelfia desde los años treinta hasta la era de los cincuenta registrará un período popular de turbulencia y ultrajes tan extenso que ahora parece casi increíble». En 1854, en parte debido a los disturbios, se consolidaron el condado y la ciudad de Filadelfia y se creó una nueva agencia de policía.

## Trasfondo

### Disturbios en los Estados Unidos

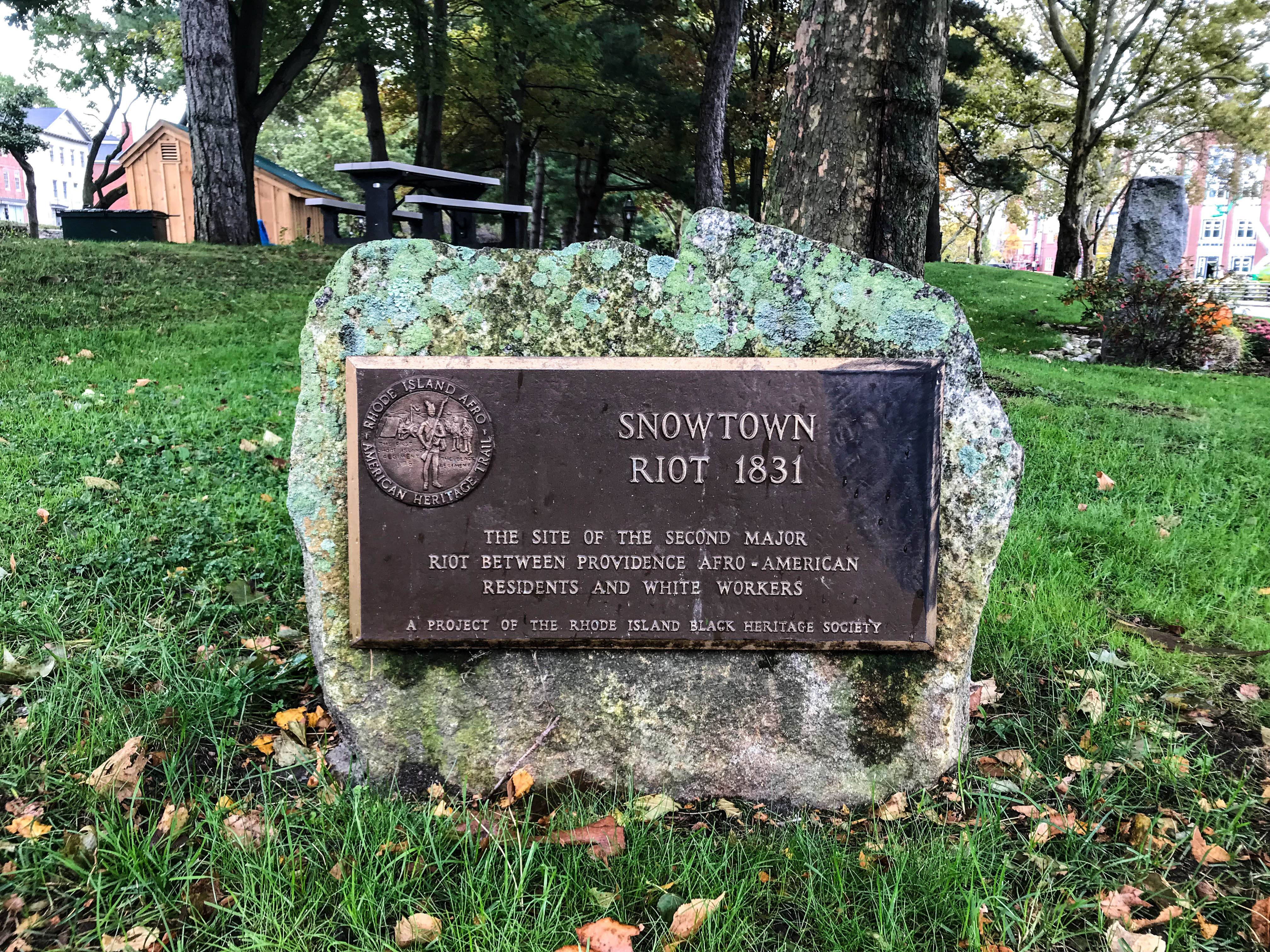
Disturbios raciales ocurrieron en muchas ciudades grandes a principios del siglo XIX, como un motín de 1831 en Providence, Rhode Island (marcador histórico en la foto).

Durante la década de 1830, muchas ciudades grandes del norte de Estados Unidos, como Boston, la ciudad de Nueva York y Filadelfia, experimentaron varios disturbios importantes, con causas que incluían disputas electorales, problemas laborales y tensiones raciales. Según el historiador David Hackett Fischer, el aumento en el número de incidentes en los disturbios civiles correspondió a un largo período de declive económico que la economía de la nación estaba experimentando a principios del siglo XIX, con disturbios que estallaron en las principales áreas urbanas que enfrentaron a diferentes grupos étnicos, religiosos y sociales entre sí, como los protestantes contra los católicos y los estadounidenses nativos contra los inmigrantes.
A partir de la década de 1820, los disturbios raciales, en los que los estadounidenses blancos atacaban a los afroestadounidenses de su población, se convirtieron en algo común en muchas de estas ciudades. Estos eventos fueron muy violentos y destructivos, con un incidente de 1831 en Providence, Rhode Island, que resultó en la destrucción de un vecindario afroestadounidense, mientras que un motín de 1834 en la ciudad de Nueva York vio una iglesia, una escuela y varias docenas de casas destruidas. Los símbolos de movilidad económica ascendente entre la comunidad afroestadounidense, como los edificios de iglesias y los salones de templanza, a menudo se consideraban una forma de mantener una jerarquía racial de supremacía blanca.
Si bien los disturbios raciales eran comunes en muchas ciudades, Cincinnati y Filadelfia experimentaron más, experimentando al menos uno por año entre los dos entre 1834 y 1836 y nuevamente desde 1838 hasta 1842.

### Filadelfia a principios delsigloXIX
A principios del siglo XIX, la esclavitud en Filadelfia había sido eliminada en gran medida, con solo 10 personas negras en la ciudad registradas como esclavas en el censo de los Estados Unidos de 1810. Además, la ciudad tenía una gran comunidad de libertos negros y era un fuerte centro para el movimiento abolicionista, con la historiadora Manisha Sinha llamando a la ciudad «la capital antiesclavista del país». Desde finales de 1700 hasta principios de 1800, impulsada por una economía fuerte, la comunidad afroestadounidense de la ciudad experimentó un crecimiento económico, mejores condiciones de vida y acceso a trabajos y educación, y un fuerte compromiso cívico con el resto de la ciudad. Sin embargo, a principios del siglo XIX, esta tendencia comenzó a revertirse. En 1804, un grupo de jóvenes negros marcharon por el barrio de Southwark en Filadelfia, amenazando a muchos de los residentes blancos allí y llamando abiertamente a la rebelión. Al año siguiente, durante las celebraciones del Día de la Independencia en el Salón de la Independencia, una turba de personas blancas persiguió a los participantes negros, poniendo fin a las celebraciones integradas anuales que habían estado en curso desde 1776. A finales de la década de 1820, a los negros también se les prohibió la entrada a las celebraciones navideñas de la ciudad. En 1829, estalló un motín en el que los miembros de una iglesia negra fueron atacados. Ese mismo año, la Asamblea General de Pensilvania abogó abiertamente por el objetivo de la Sociedad Estadounidense de Colonización de reubicar a los negros liberados en los Estados Unidos a África, y luego de la rebelión esclava de Nat Turner en 1831, la legislatura prohibió la entrada de libertos al estado. y derogó la legislación sobre esclavos fugitivos que protegía a los esclavos fugitivos de ser vendidos como esclavos en el sur de Estados Unidos.

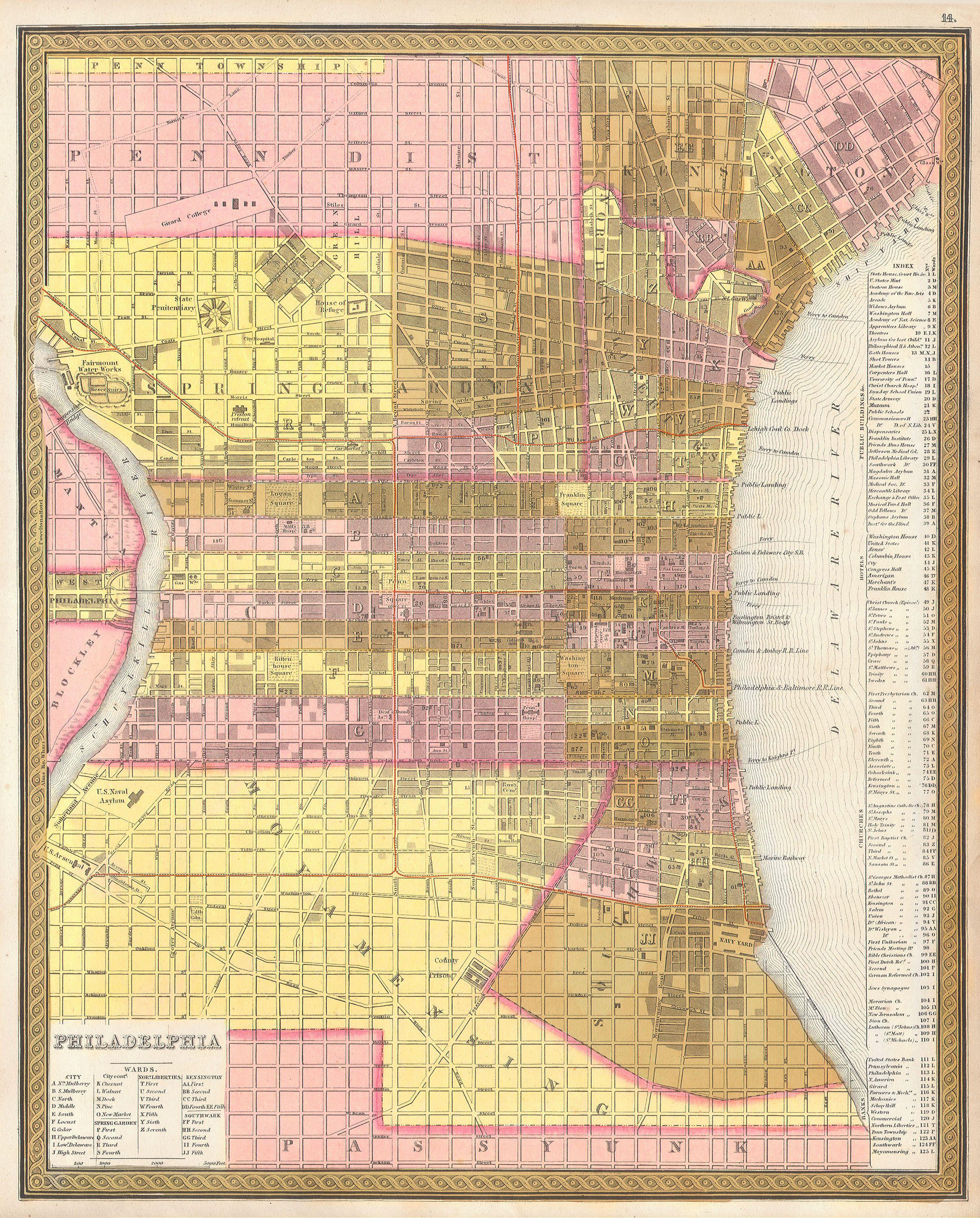
Mapa de Filadelfia de 1846, con Moyamensing en amarillo cerca de la parte inferior.

A pesar de estos cambios, la población afroamericana en el área siguió creciendo junto con la población en general, De 1820 a 1830, la cantidad de personas negras que vivían alrededor de Filadelfia aumentó a alrededor de 15 000, lo que la convirtió en la comunidad afroestadounidense más grande del norte de Estados Unidos. Los municipios de clase obrera alrededor del centro de la ciudad de Filadelfia, como Southwark, Moyamensing, Northern Liberties y Spring Garden, crecieron como hogares tanto para los negros como para los blancos, compuestos principalmente por inmigrantes irlandeses. Para la década de 1830, había 29 jurisdicciones separadas en el condado de Filadelfia, que estaban patrulladas por agentes (constables) que tenían dificultades para mantener la paz en medio del crecimiento. En muchos de estos lugares, tanto blancos como negros frecuentaban las mismas tiendas y lugares sociales, como tabernas, lo que provocó algunos incidentes de violencia. En algunos casos, los residentes blancos alquilaron sus lugares de alojamiento de terratenientes negros, lo que generó más resentimiento entre los blancos pobres. Destacando el resentimiento contra los afroestadounidenses durante este tiempo, la historiadora Barbara Lewis señala que en junio de 1834, solo dos meses antes del estallido de los disturbios raciales, el artista George Washington Dixon había debutado en un espectáculo de minstrel con actores en blackface que interpretaban a Zip Coon en el Arch Street Theatre con mucha fanfarria.

### Hechos previos a los disturbios
En la noche del 8 de agosto de 1834, un grupo de afroestadounidenses atacó a miembros de la Fairmount Engine Company, una compañía de bomberos voluntarios, y robó parte de su equipo. En ese momento, las compañías de bomberos tenían una reputación de actos de violencia debido a actividades políticas y relacionadas con pandillas en las que a menudo participaban y, como resultado, según el historiador John Runcie, «algún tipo de reacción estaba casi garantizado».
La noche siguiente, un grupo de varias decenas de jóvenes blancos atacaron al hijo de James Forten, aunque logró escapar con vida. Forten era un destacado hombre de negocios afroestadounidense de Filadelfia y poseía varias propiedades, muchas de las cuales se alquilaban a personas blancas de clase baja. Según los espectadores, este grupo, que constaba de unas 50 o 60 personas que vestían chaquetas azules y sombreros de paja, discutió planes para reunirse el lunes siguiente, 11 de agosto, y se escuchó al líder de la pandilla decir: «Luego atacaremos a los niggers».
Esa noche, un grupo de jóvenes blancos estuvo involucrado en un altercado físico con unos afroestadounidenses en una taberna de South Street, cerca de Seventh Street. La taberna era una institución muy conocida en la zona y albergaba un carrusel llamado Flying Horses, que era frecuentado por residentes blancos y negros de la zona. Según varios relatos, la lucha comenzó debido a una disputa por los asientos en la atracción y resultó en la expulsión de la multitud de jóvenes blancos del establecimiento. Hablando sobre el evento, la historiadora Manisha Sinha declaró que los disturbios posteriores habían «[comenzado] como una pelea entre bomberos blancos y negros en un carnaval ambulante».

## Disturbio

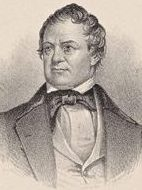
El alcalde de Filadelfia, John Swift, organizó un grupo de unas 300 personas para ayudar a restaurar el orden durante los disturbios.

La noche siguiente, el martes 12 de agosto, una turba de varios cientos de personas blancas, compuesta principalmente por inmigrantes irlandeses y de clase trabajadora, se reunió en Flying Horses y comenzó a causar disturbios. La multitud, que creció a unas 400 o 500 personas, destruyó el carrusel y el edificio, y golpeó a cualquier afroestadounidense a la vista. Después de esto, la multitud avanzó por South Street y entró en Moyamensing, un municipio empobrecido, compuesto en su mayoría por afroestadounidenses, donde continuaron sus disturbios, destruyendo muchos edificios propiedad de negros en el proceso. Se llamó a los policías de Filadelfia para ayudar a sofocar los disturbios, y el alcalde de Filadelfia, John Swift, reunió a una cuadrilla de unos 300 ciudadanos para ayudar a restablecer el orden. Durante esta primera noche de disturbios, 18 personas fueron detenidas.
A pesar de los intentos de las autoridades de Filadelfia de poner fin a los disturbios civiles, los mismos se reanudaron la noche siguiente, el 13 de agosto. Los causantes de los disturbios estaban organizados y, antes de las actividades de esa noche, muchos de ellos se reunieron en un terreno baldío para discutir sus planes. Los objetivos principales de la noche fueron la Iglesia Presbiteriana Africana en Seventh Street y Diving Bell, una popular grog store («tienda de grog», un tipo de licorería). Después de que estos dos edificios fueran destruidos, la turba iracunda dirigió su atención principalmente a los edificios residenciales, rompiendo ventanas, destruyendo muebles y persiguiendo a los negros a las calles, donde fueron golpeados. A los blancos que vivían en casas en el área se les había dicho antes de que comenzaran los disturbios que encendieran velas en sus ventanas, y estas casas fueron pasadas por alto durante la violencia. En general, los participantes de los disturbios se dirigieron a las casas de los afroestadounidenses ricos, espacios sociales como iglesias y un templo másonico, y lugares donde la gente blanca y negra tendía a mezclarse. En total, más de 20 casas fueron destruidas. Según un corresponsal que se encontraba en el lugar, los alborotadores arrojaron un cadáver de un ataúd y arrojaron un bebé muerto al suelo. La turba iracunda finalmente fue dispersada por agentes del orden público y una cuadrilla de varios cientos de ciudadanos. Para cuando la multitud fue dispersada por agentes del orden público y un grupo de varios cientos de ciudadanos, un hombre afroestadounidense había muerto y muchos habían resultado gravemente heridos.
Para el 14 de agosto, el alcalde Swift y el alguacil Benjamin Duncan habían reunido un grupo de 300 agentes, una tropa de milicianos montados y tenían una compañía de Washington Grays en reserva. A pesar de estas precauciones, aún ocurrieron más actos de disturbios esa noche, y los causantes de los disturbios se reunieron nuevamente de antemano para discutir los planes. En el mismo lugar en el que se habían reunido la noche anterior, acumularon equipamiento y viajaron alrededor de 1,5 millas (2,4 km) a la iglesia de la calle Wharton en Southwark, que procedieron a destruir. Además, los alborotadores utilizaron palabras clave como «Big Gun», «Gunner» y «Punch» para advertir a otros sobre el avance de los agentes del orden. Después del 14 de agosto, los disturbios nocturnos comenzaron a disminuir, aunque algunos incidentes esporádicos continuaron durante varios días. En total, 60 personas fueron arrestadas por los disturbios en Filadelfia entre el 11 y el 16 de agosto.

## Secuelas

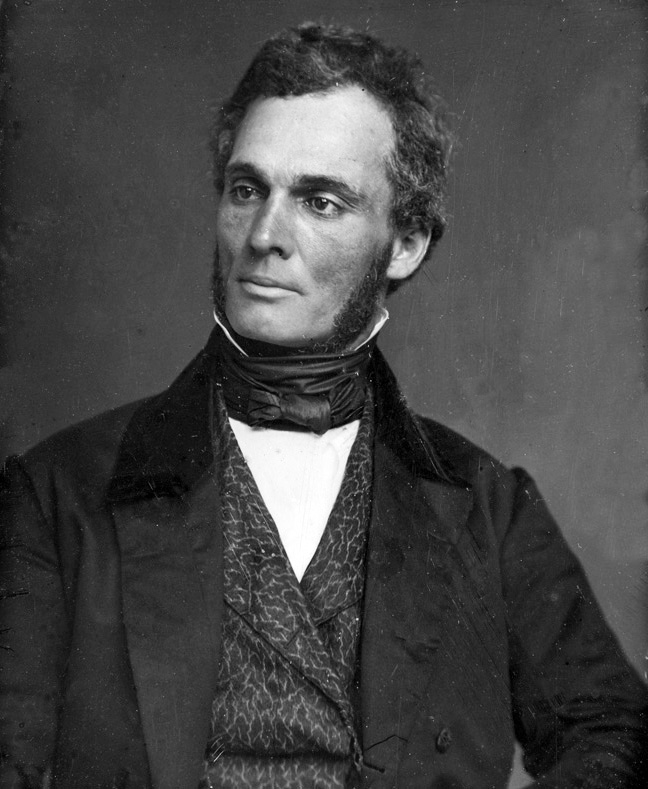
El motín llevó al abolicionista Robert Purvis a trasladar a su familia fuera de la ciudad.

Si bien hubo casos anteriores de violencia contra los afroestadounidenses en Filadelfia, el incidente marcó el primer gran disturbio racial en la historia de la ciudad. En total, dos personas murieron como resultado de las varias noches de disturbios, con una persona muerta a golpes y otra ahogada mientras intentaba escapar de la multitud. Muchos afroestadounidenses intentaron huir de la ciudad durante los disturbios cruzando el río Delaware y entrando en las cercanías de Nueva Jersey, mientras que el abolicionista Robert Purvis compró una casa en las cercanías del municipio de Bristol, condado de Bucks, en parte para evitar futuros incidentes de violencia. En lo que respecta a daños a la propiedad, 44 edificios fueron destruidos, incluyendo más de 30 casas y dos iglesias. Los daños oscilaron entre $ 4000 y $ 6000. Muchos de los periódicos de Filadelfia, como The Pennsylvania Inquirer y la Gazette of the United States, informaron extensamente sobre los disturbios, y el evento atrajo la atención nacional, con la Maryland Gazette (periódico publicado en Annapolis, Maryland) dedicando importante espacio editorial para cubrir la violencia.

### Causas de los disturbios
Después de los disturbios, el alcalde Swift creó un comité de ciudadanos para investigar las causas y los resultados del incidente, con el activista contra la esclavitud James Mott y el periodista John Binns como miembros.
La causa principal de los disturbios establecida por el comité se centró en los temores económicos que tenían muchos blancos pobres con respecto a los negros libres. Entre los simpatizantes de aquellos que causaron los disturbios, existía la actitud de que se prefería a las personas negras para el empleo sobre sus contrapartes blancas, que atribuyeron como la causa de una alta tasa de desempleo entre la clase trabajadora blanca en la ciudad. El comité pareció alinearse con esta línea de pensamiento en su informe, afirmando que «muchos blancos, que pueden y están dispuestos a trabajar, se quedan sin empleo, mientras que a las personas de color se les proporciona trabajo y se les permite mantener cómodamente a sus familias; y así muchos trabajadores blancos, ansiosos de empleo, se mantienen ociosos e indigentes».
Varios historiadores también señalaron el papel que jugaron en el motín los temores al mestizaje y la mezcla interracial entre la población blanca de la ciudad. Con respecto a la destrucción de la taberna Flying Horses, la historiadora Susan J. Stanfield señaló en un libro de 2022 que «los espacios públicos integrados, particularmente aquellos que eran lugares de entretenimiento, crearon ansiedad sobre la mezcla de razas y géneros que a menudo condujo a violencia». Además, la historiadora Emma Jones Lapsansky, en un artículo de 1980 en la revista American Quarterly, señaló que un motín racial posterior en Filadelfia en 1849 también fue estimulado por temores de «mezclas de razas».
Lapsansky también señaló algunos problemas al atribuir la causa principal de los disturbios a la competencia en el mercado laboral, diciendo que «un análisis reciente ha demostrado que muchos alborotadores antinegros no estaban en competencia económica directa con los trabajadores negros, que las ocupaciones para las que estaban entrenados eran aquellos en los que no participaban los negros». En cambio, Lapsansky escribió que los alborotadores que tenían como objetivo los hogares de los afroestadounidenses más ricos representaban el resentimiento que muchos blancos de la clase trabajadora tenían contra los miembros de la clase alta, afirmando: «Aunque no se trataba de una competencia por parte de personas negras, sino de nueva tecnología y nuevas rutinas de trabajo que en realidad causaron el desplazamiento laboral de los blancos calificados, los negros de "clase alta" eran un objetivo aceptable para la frustración, mientras que los blancos de clase alta no lo eran».
En un artículo de 1972 en la revista Pennsylvania History, el historiador John Runcie también agregó que los disturbios pudieron haber sido exacerbados por el clima en ese momento, ya que Filadelfia estaba experimentando una ola de calor, que pudo haber hecho que las personas se sintieran más agitadas y propensas hacia la violencia.

### Historia posterior

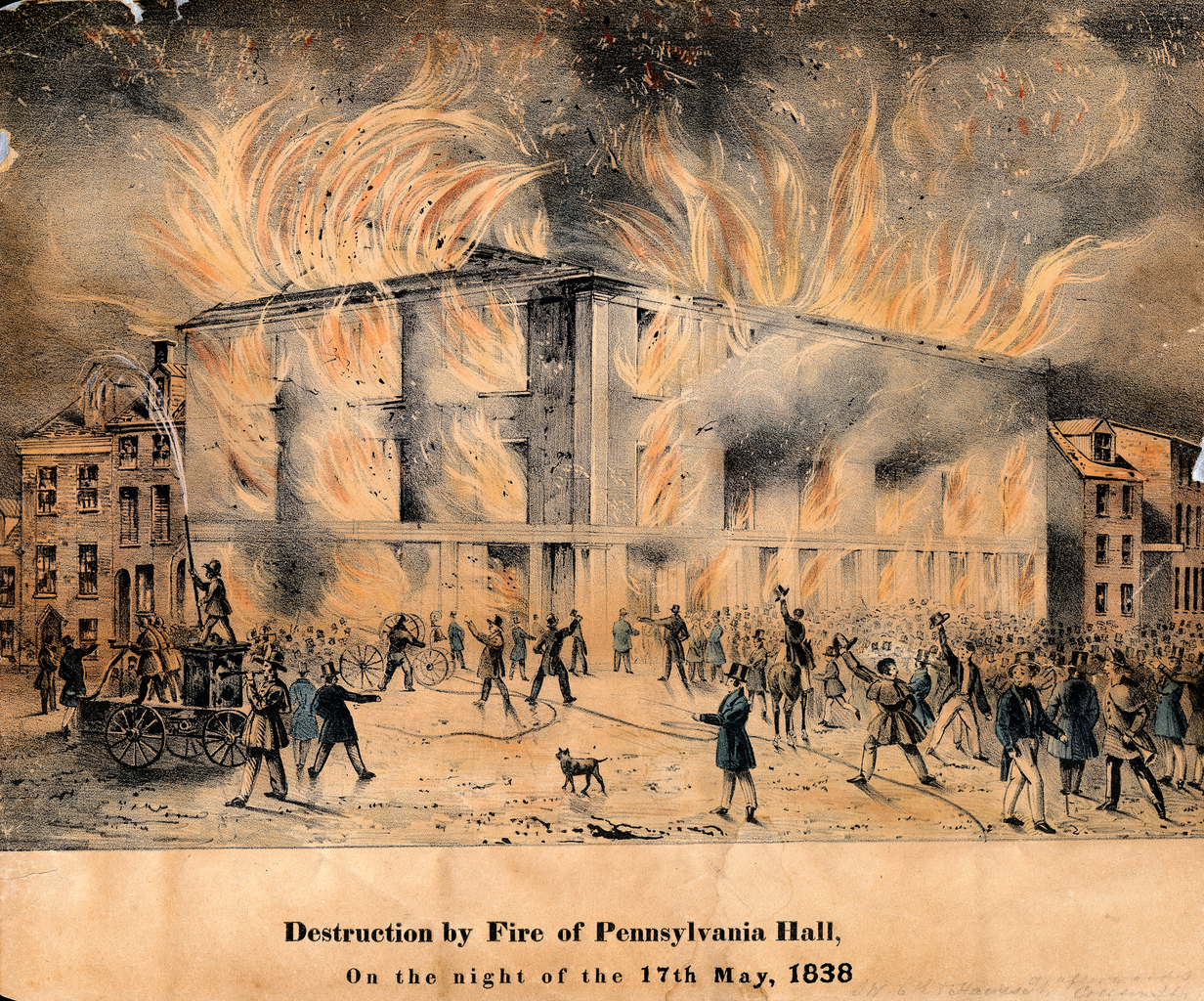
La destrucción de Pennsylvania Hall en 1838 fue uno de varios casos de violencia racial que ocurrieron después de los disturbios.

Los disturbios de Filadelfia fueron uno de los muchos incidentes de disturbios civiles en el país en 1834, y de hecho, ocurrió solo un día después de otro evento muy conocido, los disturbios del convento de las Ursulinas cerca de Boston.
Varias muchas otras ciudades experimentaron varios disturbios raciales en el tiempo inmediatamente después de los acontecimientos de Filadelfia, incluidas las ciudades de Rochester en Nueva York, Bloomfield y Trenton en Nueva Jersey, y Columbia, Lancaster y Southwark en Pensilvania. En los años siguientes, los disturbios raciales siguieron siendo una moneda común en Filadelfia, y muchos ocurrieron durante los años siguientes. Según la historiadora Gladys L. Knight, esta ola de violencia comenzó en 1829 y no disminuyó hasta la década de los años 1850. Algunos de los disturbios más infames que ocurrieron durante este período incluyeron otro disturbio racial en 1835, la destrucción de Pennsylvania Hall en 1838, los disturbios de Lombard Street en 1842,los disturbios nativistas en 1844, y los disturbios de California House en 1849.
En sus memorias, el escritor contemporáneo de Filadelfia Charles Godfrey Leland escribió: «Quienquiera que escriba una historia de Filadelfia desde los años treinta hasta la era de los cincuenta registrará un período popular de turbulencia y ultrajes tan extenso que ahora parece casi increíble».Estos constantes actos de violencia en serie sirvieron de inspiración para el libro de 1844 del novelista George Lippard, The Quaker City.
En 1838, con la aprobación de una nueva constitución, el gobierno de Pensilvania rescindió el sufragio para los afroestadounidenses.El derecho al voto no fue restaurado a los habitantes negros de Pensilvania hasta 1870, después de la aprobación de la Decimoquinta Enmienda a la Constitución de los Estados Unidos. En 1854, con la Ley de consolidación, se consolidaron la ciudad y el condado de Filadelfia, fusionando los 29 municipios independientes en una sola autoridad municipal. Esto se hizo en gran parte debido a los constantes estallidos de violencia que ocurrieron en el condado, que según los críticos se debió a una cobertura policial inadecuada dada la naturaleza fragmentada de los municipios del condado. Poco después de la consolidación, se formó un nuevo departamento de policía.

## Lectura adicional
- Tomek, Beverly C. (2011). Colonization and Its Discontents: Emancipation, Emigration, and Antislavery in Antebellum Pennsylvania. Ciudad de Nueva York: New York University Press. ISBN 978-0-8147-8443-3.
- Williams-Myers, A. J. (1995). Destructive Impulses: An Examination of an American Secret in Race Relations: White Violence. Lanham, Maryland: University Press of America. ISBN 978-0-8191-9663-7.

- Datos: Q116675957